# Денверський музей мініатюр, ляльок та іграшок
Де́нверський музе́й мініатю́р, ляльо́к та і́грашок (англ. Denver Museum of Miniatures, Dolls and Toys (DMMDT)) розташований в Пірс-Макаллістер Котедж (англ. Pearce-McAllister Cottage), історичному будинку-музеї в Денвері, штат Колорадо, США, у веденні Історичного товариства Колорадо.